# Marssac-sur-Tarn
Pour les articles homonymes, voir Marsac.
Marssac-sur-Tarn est une commune française située dans le département du Tarn, en région Occitanie. Sur le plan historique et culturel, la commune est dans l'Albigeois, une région naturelle agricole correspondant aux environs de la ville d’Albi.
Exposée à un climat océanique altéré, elle est drainée par le Tarn, le ruisseau de Carrofoul, le ruisseau Lavergne et par divers autres petits cours d'eau. La commune possède un patrimoine naturel remarquable composé d'une zone naturelle d'intérêt écologique, faunistique et floristique.
Marssac-sur-Tarn est une commune rurale qui compte 3 486 habitants en 2022, après avoir connu une forte hausse de la population depuis 1962. Elle est dans l'agglomération de Marssac-sur-Tarn et fait partie de l'aire d'attraction d'Albi. Ses habitants sont appelés les Marssacois ou  Marssacoises.

## Géographie

### Localisation
Commune située dans l'Albigeois sur le Tarn, à 8 km à l'ouest d'Albi. Elle est la ville-centre d'une unité urbaine de l'aire urbaine d'Albi. Elle se situe à 45 minutes de Toulouse, liée directement via l'autoroute A68.

### Communes limitrophes
Marssac-sur-Tarn est limitrophe de cinq autres communes.
Les communes limitrophes sont  Albi, Castelnau-de-Lévis, Florentin, Labastide-de-Lévis, Lagrave et Terssac.
|         | Labastide-de-Lévis | Castelnau-de-Lévis |
| Lagrave | Marssac-sur-Tarn   | Terssac            |
|         | Florentin          | Albi               |

### Géologie et relief
La superficie de la commune est de 717 hectares ; son altitude varie de 135  à   167 mètres.

### Voies de communication et transports
Marssac-sur-Tarn est accessible par l'autoroute A68 ou par l'ancienne route nationale 99.
La gare de Marssac-sur-Tarn, sur la ligne Tessonnières - Albi, est desservie quotidiennement par des TER Occitanie qui effectuent des missions entre les gares de Toulouse-Matabiau et de Carmaux.
La desserte de la commune est également assurée par une ligne régulière du réseau urbain Albibus : la ligne L la relie au centre-ville d'Albi ; et par des lignes régulières du réseau régional liO : la ligne 702 la relie à Albi et à Saint-Sulpice-la-Pointe ; la ligne 712 la relie à Albi et à Gaillac ; la ligne 721 la relie à Albi et à Montauban.

### Hydrographie
La commune est dans le bassin de la Garonne, au sein du bassin hydrographique Adour-Garonne. Elle est drainée par le Tarn, le ruisseau de Carrofoul, le Tarn et par divers petits cours d'eau, qui constituent un réseau hydrographique de 15 km de longueur totale,.
Le Tarn, d'une longueur totale de 380 km, prend sa source sur le mont Lozère, dans le nord de la commune du Pont de Montvert - Sud Mont Lozère en Lozère, et se jette dans la Garonne à Saint-Nicolas-de-la-Grave, en Tarn-et-Garonne.
Le ruisseau de Carrofoul, d'une longueur totale de 13,7 km, prend sa source dans la commune de Puygouzon et s'écoule du sud-est vers le nord-ouest. Il traverse la commune et se jette dans le Tarn à Castelnau-de-Lévis, après avoir traversé 8 communes.

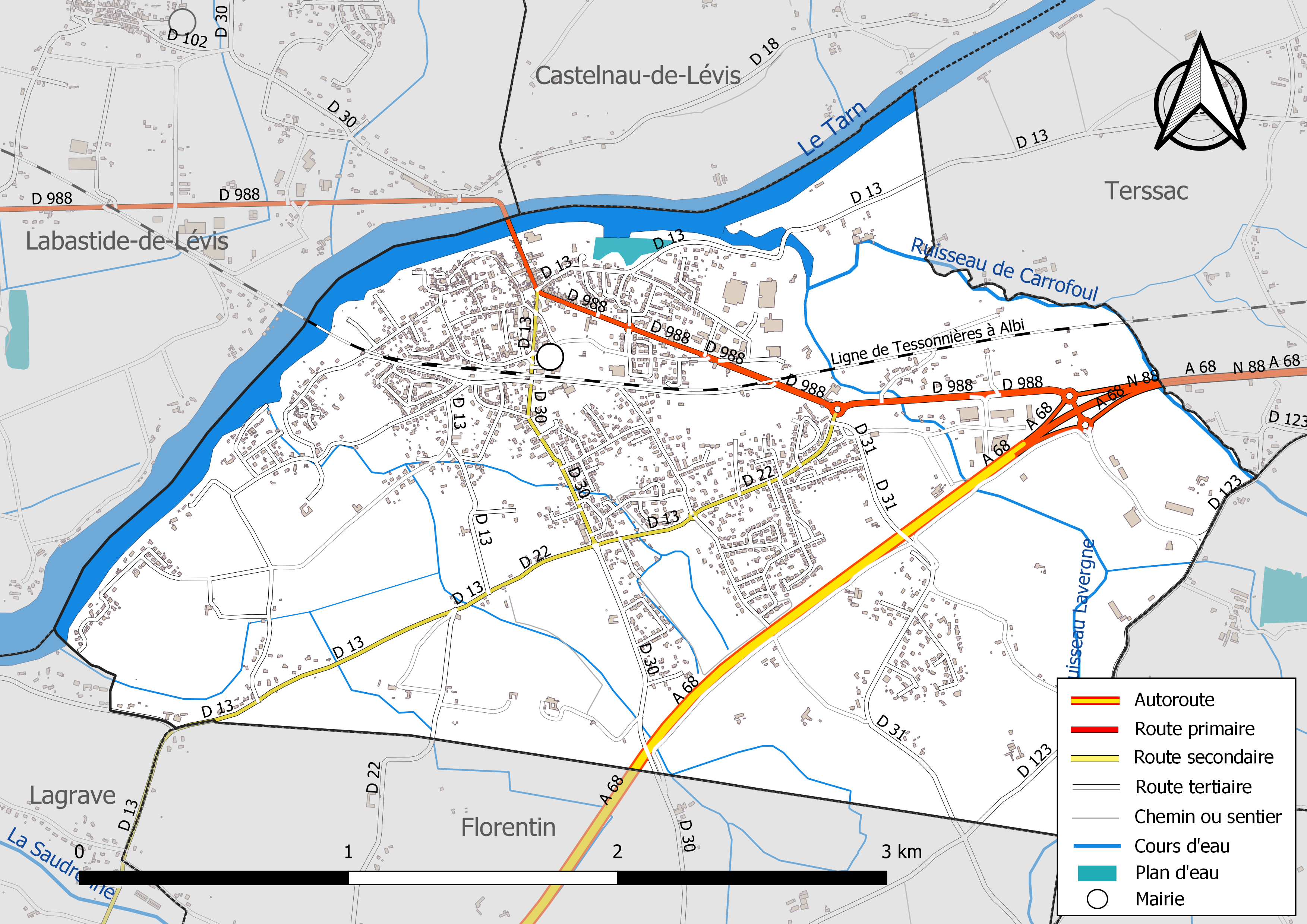
Réseaux hydrographique et routier de Marssac-sur-Tarn.

### Climat
Pour des articles plus généraux, voir Climat de l'Occitanie et Climat du Tarn.
En 2010, le climat de la commune est de type climat du Bassin du Sud-Ouest, selon une étude du Centre national de la recherche scientifique s'appuyant sur une série de données couvrant la période 1971-2000. En 2020, Météo-France publie une typologie des climats de la France métropolitaine dans laquelle la commune est exposée à un climat océanique altéré et est dans la région climatique Aquitaine, Gascogne, caractérisée par une pluviométrie abondante au printemps, modérée en automne, un faible ensoleillement au printemps, un été chaud (19,5 °C), des vents faibles, des brouillards fréquents en automne et en hiver et des orages fréquents en été (15 à 20 jours).
Pour la période 1971-2000, la température annuelle moyenne est de 13,3 °C, avec une amplitude thermique annuelle de 16,3 °C. Le cumul annuel moyen de précipitations est de 804 mm, avec 10,5 jours de précipitations en janvier et 5,6 jours en juillet. Pour la période 1991-2020, la température moyenne annuelle observée sur la station météorologique de Météo-France la plus proche, « Albi », sur la commune du Sequestre à 6 km à vol d'oiseau, est de 13,8 °C et le cumul annuel moyen de précipitations est de 733,9 mm. 
La température maximale relevée sur cette station est de 42,3 °C, atteinte le 23 août 2023 ; la température minimale est de −20,4 °C, atteinte le 16 janvier 1985,,.
Les paramètres climatiques de la commune ont été estimés pour le milieu du siècle (2041-2070) selon différents scénarios d'émission de gaz à effet de serre à partir des nouvelles projections climatiques de référence DRIAS-2020. Ils sont consultables sur un site dédié publié par Météo-France en novembre 2022.

### Milieux naturels et biodiversité

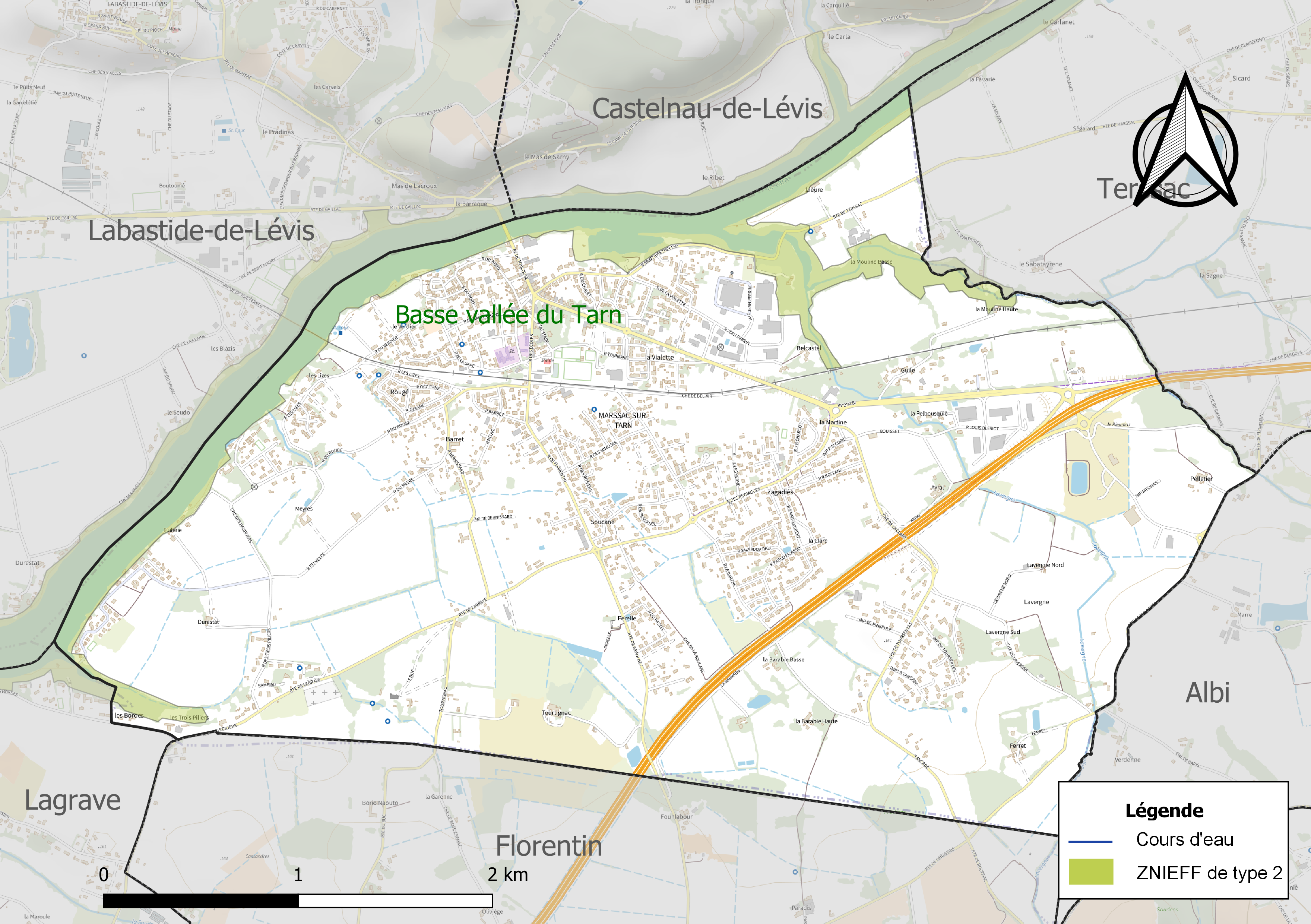
Carte de la ZNIEFF de type 2 localisée sur la commune.

L’inventaire des zones naturelles d'intérêt écologique, faunistique et floristique (ZNIEFF) a pour objectif de réaliser une couverture des zones les plus intéressantes sur le plan écologique, essentiellement dans la perspective d’améliorer la connaissance du patrimoine naturel national et de fournir aux différents décideurs un outil d’aide à la prise en compte de l’environnement dans l’aménagement du territoire.
Une ZNIEFF de type 2 est recensée sur la commune :
la « basse vallée du Tarn » (3 623 ha), couvrant 49 communes dont huit dans la Haute-Garonne, 20 dans le Tarn et 21 dans le Tarn-et-Garonne.

## Urbanisme

### Typologie
Au 1er janvier 2024, Marssac-sur-Tarn est catégorisée bourg rural, selon la nouvelle grille communale de densité à sept niveaux définie par l'Insee en 2022.
Elle appartient à l'unité urbaine de Marssac-sur-Tarn, une agglomération intra-départementale regroupant quatre  communes, dont elle est ville-centre,,. Par ailleurs la commune fait partie de l'aire d'attraction d'Albi, dont elle est une commune de la couronne,. Cette aire, qui regroupe 91 communes, est catégorisée dans les aires de 50 000 à moins de 200 000 habitants,.

### Occupation des sols
L'occupation des sols de la commune, telle qu'elle ressort de la base de données européenne d’occupation biophysique des sols Corine Land Cover (CLC), est marquée par l'importance des territoires agricoles (64,6 % en 2018), en diminution par rapport à 1990 (69,4 %). La répartition détaillée en 2018 est la suivante : 
terres arables (34,5 %), zones agricoles hétérogènes (30,2 %), zones urbanisées (26,3 %), eaux continentales (5,2 %), forêts (3,9 %). L'évolution de l’occupation des sols de la commune et de ses infrastructures peut être observée sur les différentes représentations cartographiques du territoire : la carte de Cassini (XVIIIe siècle), la carte d'état-major (1820-1866) et les cartes ou photos aériennes de l'IGN pour la période actuelle (1950 à aujourd'hui).

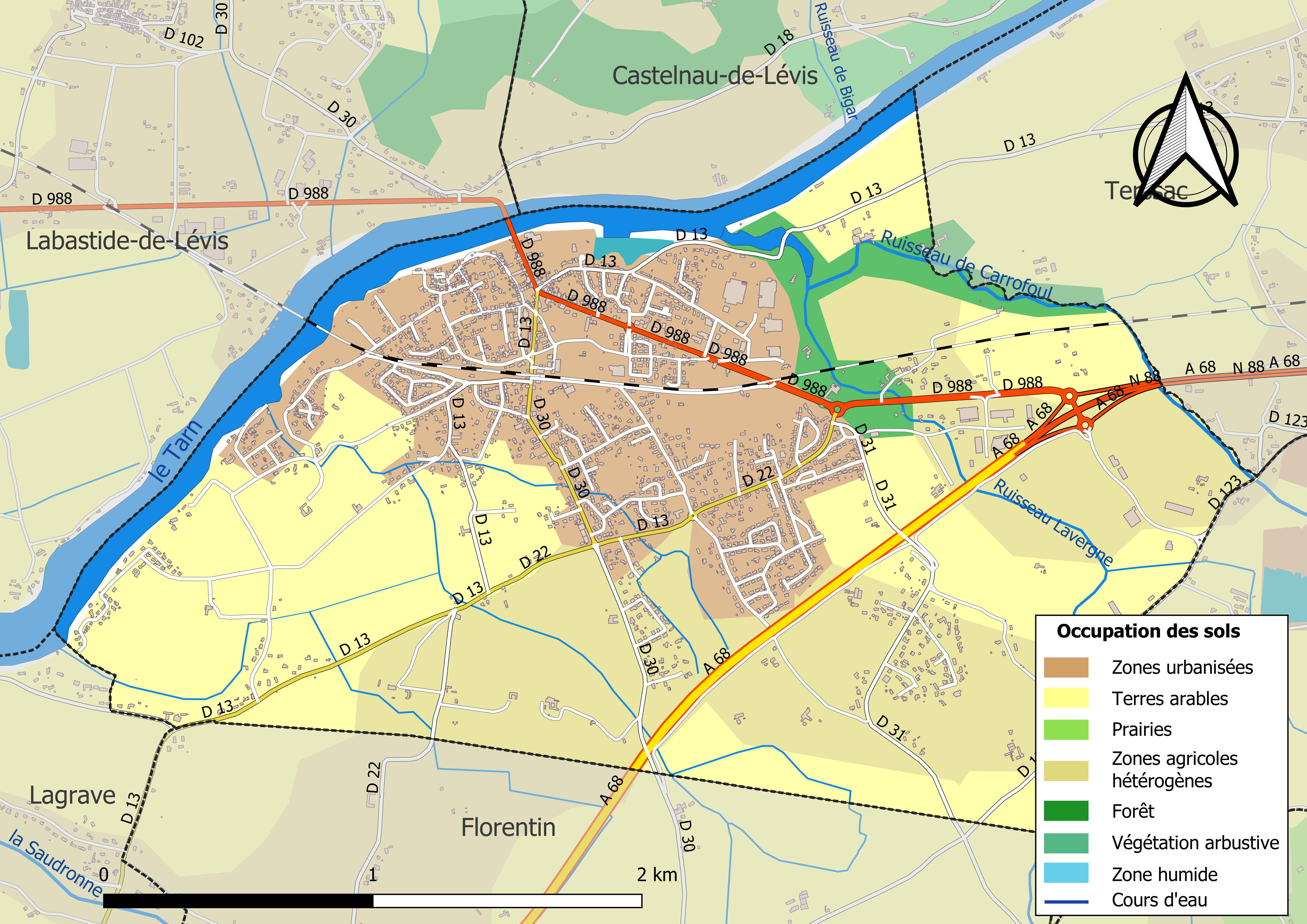
Carte des infrastructures et de l'occupation des sols de la commune en 2018 (CLC).

### Risques majeurs
Le territoire de la commune de Marssac-sur-Tarn est vulnérable à différents aléas naturels : météorologiques (tempête, orage, neige, grand froid, canicule ou sécheresse), inondations, mouvements de terrains et séisme (sismicité très faible). Il est également exposé à un risque technologique,  le transport de matières dangereuses. Un site publié par le BRGM permet d'évaluer simplement et rapidement les risques d'un bien localisé soit par son adresse soit par le numéro de sa parcelle.

#### Risques naturels
Certaines parties du territoire communal sont susceptibles d’être affectées par le risque d’inondation par débordement de cours d'eau, notamment le Tarn et le ruisseau de Carrofoul. La cartographie des zones inondables en ex-Midi-Pyrénées réalisée dans le cadre du XIe Contrat de plan État-région, visant à informer les citoyens et les décideurs sur le risque d’inondation, est accessible sur le site de la DREAL Occitanie. La commune a été reconnue en état de catastrophe naturelle au titre des dommages causés par les inondations et coulées de boue survenues en 1982, 1988, 1994 et 1996,.
Marssac-sur-Tarn est exposée au risque de feu de forêt. En 2022, il n'existe pas de Plan de Prévention des Risques incendie de forêt (PPRif). Le débroussaillement aux abords des maisons constitue l’une des meilleures protections pour les particuliers contre le feu,.

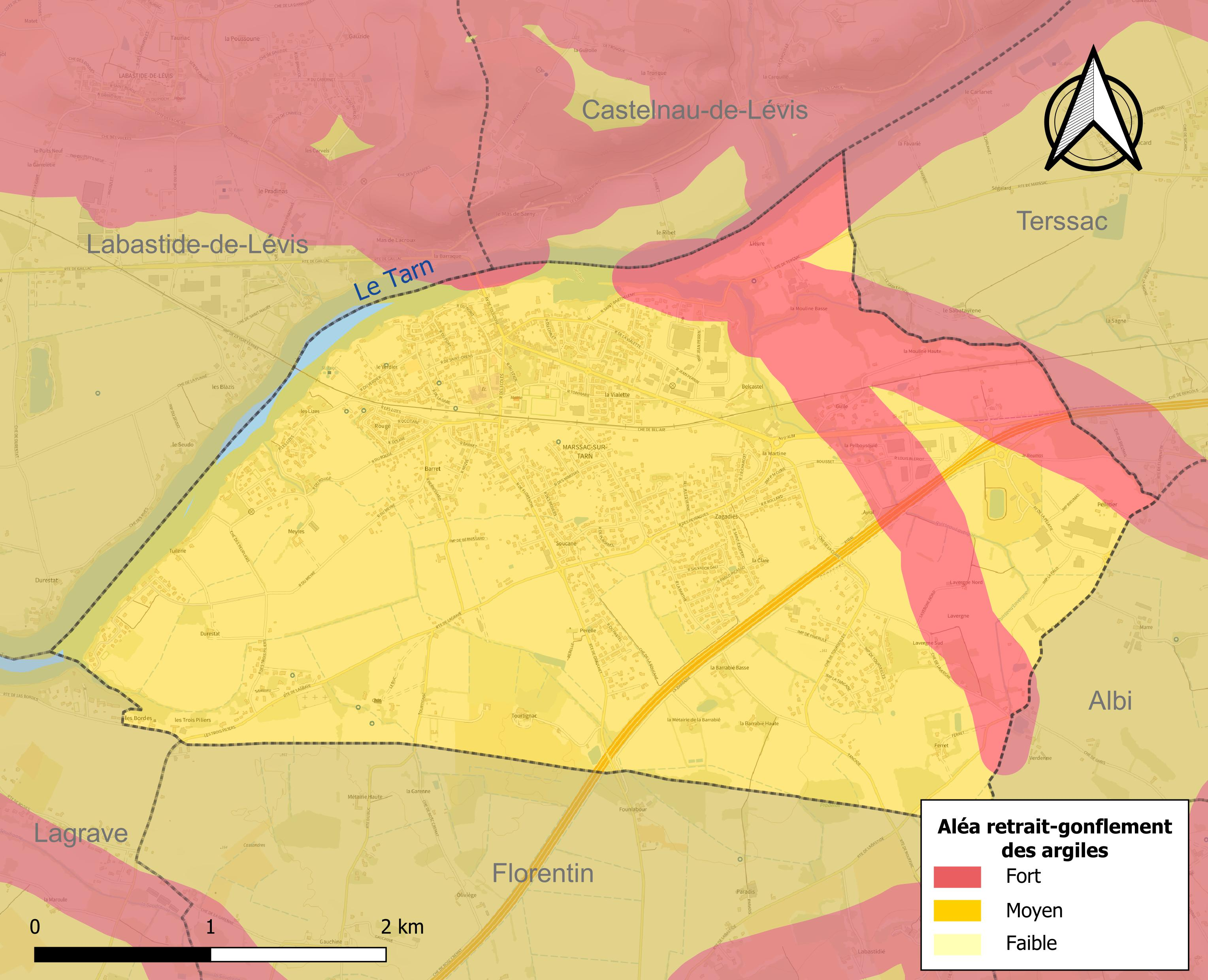
Carte des zones d'aléa retrait-gonflement des sols argileux de Marssac-sur-Tarn.

La commune est vulnérable au risque de mouvements de terrains constitué principalement du retrait-gonflement des sols argileux. Cet aléa est susceptible d'engendrer des dommages importants aux bâtiments en cas d’alternance de périodes de sécheresse et de pluie. 99,4 % de la superficie communale est en aléa moyen ou fort (76,3 % au niveau départemental et 48,5 % au niveau national). Sur les 1 431 bâtiments dénombrés sur la commune en 2019, 1 431 sont en aléa moyen ou fort, soit 100 %, à comparer aux 90 % au niveau départemental et 54 % au niveau national. Une cartographie de l'exposition du territoire national au retrait gonflement des sols argileux est disponible sur le site du BRGM,.
Par ailleurs, afin de mieux appréhender le risque d’affaissement de terrain, l'inventaire national des cavités souterraines permet de localiser celles situées sur la commune.

#### Risques technologiques
Le risque de transport de matières dangereuses sur la commune est lié à sa traversée par des infrastructures routières ou ferroviaires importantes ou la présence d'une canalisation de transport d'hydrocarbures. Un accident se produisant sur de telles infrastructures est susceptible d’avoir des effets graves sur les biens, les personnes ou l'environnement, selon la nature du matériau transporté. Des dispositions d’urbanisme peuvent être préconisées en conséquence.

## Toponymie
La terminaison "AC" provient du suffixe -acum, d'origine gauloise. Il indique un lieu, un emplacement ancien d'une villa gallo-romaine.
Marcius est un nom Romain, Marssac serait bâti sur l'ancien domaine de Marcius.

## Histoire
Les premières traces écrites d'un habitat à Marssac datent du XIIe siècle. Le village est lié à la présence d'un bac servant à traverser la rivière Tarn.
Ce village comprenait une église et un château. Ce dernier était probablement un lieu de refuge durant la croisade des Albigeois puis lors des Guerres de Religion (France).
Le 17 mai 1671, un naufrage tragique se produit sur le Tarn, raconté par le curé Bouzinach dans son registre. Un pèlerinage est organisé entre Marssac et Notre Dame de l'Oliviège, une église en direction de Florentin. Des catholiques de la rive droite du Tarn veulent y participer. L'embarquement a lieu à quatre heures du matin et le bac traverse le Tarn dont les eaux sont gonflées par les pluies récentes. Sous sa charge, le bac s'enfonce et disparaît. Peu de gens savent nager et les secours de nuit sont complexes à mettre en œuvre. 82 personnes se noient et 10 rescapés sont secourus. Le pèlerinage est annulé, remplacé par deux jours d'enterrements. Le pèlerinage n'est plus organisé à partir de cette date.
Les gens deviennent méfiants vis a vis du bac reconstruit. Le développement des déplacements entre Toulouse et Albi rend la construction d'un pont 
nécessaire et les États de Languedoc en ordonnent le chantier. L'inauguration a lieu en 1777. Ce pont vient épauler le pont vieux d'Albi, jusque là le seul existant. Il est bâti en pierre calcaire blanche et porte le nom de saint Dominique en mémoire de Dominique de Guzmán, venu prêcher la foi catholique en pays cathare au XIIIe siècle.
Le 23 févier 1790 a lieu le premier conseil municipal conduit par le premier maire en date, Jean Treilhou. Le village compte alors 580 habitants. Le développement économique est basé sur les briqueteries. Jusqu'à une dizaine de ces entreprises mélangeaient l'argile de Marssac avec celle de Labastide-de-Lévis, produisant briques et tuiles qui étaient même vendues hors du département. La dernière briqueterie ferme ses portes en 1997. Un four a chaux est construit, alimenté par une petite carrière. Cette installation ferme en 1991.
Le premier plan cadastral établi au début du XIXe siècle permet d'identifier deux noyaux de villages.
L'église Notre Dame de St Orens est construite en 1876. Elle remplace une chapelle située plus à l'ouest au cœur du village ancien. Le nouvel édifice proche de la route Toulouse-Albi déplace le cœur du village. Au XXe siècle, elle est ornée d'une fresque de Nicolas Greschny.
En 1956, le barrage de Rivières est mis en eaux. Il fait monter la hauteur d'eau du Tarn de plusieurs mètres. Le bas des piles du pont est noyé comme un ancien moulin drapier situé plus en aval. Le classement aux monumants historique ne protège pas l'édifice du XVIe siècle. Il comportait une porte d'entrée décorée de moulures et des pierres sculptées aux armes du cardinal Antoine Duprat, évêque d'Albi et ministre de François Ier.

## Politique et administration

### Administration municipale
Le nombre d'habitants au recensement de 2011 étant compris entre 2 500 habitants et 3 499 habitants, le nombre de membres du conseil municipal pour l'élection de 2014 est de vingt trois,.

### Rattachements administratifs et électoraux
Commune faisant partie de la communauté d'agglomération de l'Albigeois et du canton d'Albi-3 (avant le redécoupage départemental de 2014, Marssac-sur-Tarn faisait partie de l'ex-canton d'Albi-Ouest).

### Liste des maires
| Période                                  | Période   | Identité         | Étiquette | Qualité                            |
| ---------------------------------------- | --------- | ---------------- | --------- | ---------------------------------- |
| mars 1965                                | mars 1983 | Amédée Laval     |           |                                    |
| mars 1983                                | juin 1995 | Désiré Gach      |           |                                    |
| juin 1995                                | mars 2001 | Serge Dumont     |           |                                    |
| mars 2001                                | mars 2008 | Michel Mienville | DVG       |                                    |
| mars 2008                                | En cours  | Anne-Marie Rosé  | SE        | Vice-présidente du Grand Albigeois |
| Les données manquantes sont à compléter. |           |                  |           |                                    |

## Population et société

### Démographie
L'évolution du nombre d'habitants est connue à travers les recensements de la population effectués dans la commune depuis 1793. Pour les communes de moins de 10 000 habitants, une enquête de recensement portant sur toute la population est réalisée tous les cinq ans, les populations de référence des années intermédiaires étant quant à elles estimées par interpolation ou extrapolation. Pour la commune, le premier recensement exhaustif entrant dans le cadre du nouveau dispositif a été réalisé en 2008.

En 2022, la commune comptait 3 486 habitants, en évolution de +11,59 % par rapport à 2016 (Tarn : +2,52 %, France hors Mayotte : +2,11 %).
| 1793 | 1800 | 1806 | 1821 | 1831 | 1836 | 1841 | 1846 | 1851 |
| ---- | ---- | ---- | ---- | ---- | ---- | ---- | ---- | ---- |
| 402  | 368  | 414  | 542  | 578  | 621  | 656  | 746  | 720  |

| 1856 | 1861 | 1866 | 1872 | 1876 | 1881 | 1886 | 1891 | 1896 |
| ---- | ---- | ---- | ---- | ---- | ---- | ---- | ---- | ---- |
| 685  | 638  | 666  | 670  | 712  | 695  | 688  | 602  | 579  |

| 1901 | 1906 | 1911 | 1921 | 1926 | 1931 | 1936 | 1946 | 1954 |
| ---- | ---- | ---- | ---- | ---- | ---- | ---- | ---- | ---- |
| 610  | 638  | 621  | 592  | 625  | 579  | 627  | 620  | 680  |

| 1962 | 1968  | 1975  | 1982  | 1990  | 1999  | 2006  | 2008  | 2013  |
| ---- | ----- | ----- | ----- | ----- | ----- | ----- | ----- | ----- |
| 801  | 1 048 | 1 414 | 1 704 | 2 194 | 2 392 | 2 769 | 2 876 | 3 014 |

| 2018  | 2022  | - | - | - | - | - | - | - |
| ----- | ----- | - | - | - | - | - | - | - |
| 3 277 | 3 486 | - | - | - | - | - | - | - |

| selon la population municipale des années : | 1968 | 1975 | 1982 | 1990 | 1999 | 2006 | 2009 | 2013 |
| Rang de la commune dans le département      | 41   | 37   | 34   | 26   | 23   | 22   | 19   | 19   |
| Nombre de communes du département           | 326  | 324  | 324  | 324  | 324  | 323  | 323  | 323  |

### Enseignement
Marssac-sur-Tarn fait partie de l'académie de Toulouse.
L'éducation est assurée sur la commune par un groupe scolaire : maternelle et primaire.

### Santé
Centre communal d'action sociale,

### Activités sportives
Judo, yoga, gymnastique, rugby à XV, rugby à XIII, tennis, football,basketball,

### Culture et festivité
Comité des fêtes, Peinture, danse, bibliothèque, salle polyvalente,

### Écologie et recyclage
La collecte et le traitement des déchets des ménages et des déchets assimilés ainsi que la protection et la mise en valeur de l'environnement se font dans le cadre de la communauté d'agglomération de l'Albigeois.

## Économie

### Revenus
En 2018, la commune compte 1 472 ménages fiscaux, regroupant 3 387 personnes. La médiane du revenu disponible par unité de consommation est de 22 260 € (20 400 € dans le département). 49 % des ménages fiscaux sont imposés (42,8 % dans le département).

### Emploi
|                | 2008  | 2013  | 2018  |
| -------------- | ----- | ----- | ----- |
| Commune        | 6,1 % | 8 %   | 9,3 % |
| Département    | 8,2 % | 9,9 % | 10 %  |
| France entière | 8,3 % | 10 %  | 10 %  |

En 2018, la population âgée de 15 à 64 ans s'élève à 1 934 personnes, parmi lesquelles on compte 78,1 % d'actifs (68,8 % ayant un emploi et 9,3 % de chômeurs) et 21,9 % d'inactifs,. Depuis 2008, le taux de chômage communal (au sens du recensement) des 15-64 ans est inférieur à celui de la France et du département.
La commune fait partie de la couronne de l'aire d'attraction d'Albi, du fait qu'au moins 15 % des actifs travaillent dans le pôle,. Elle compte 820 emplois en 2018, contre 795 en 2013 et 841 en 2008. Le nombre d'actifs ayant un emploi résidant dans la commune est de 1 342, soit un indicateur de concentration d'emploi de 61,1 % et un taux d'activité parmi les 15 ans ou plus de 56,2 %.
Sur ces 1 342 actifs de 15 ans ou plus ayant un emploi, 178 travaillent dans la commune, soit 13 % des habitants. Pour se rendre au travail, 92 % des habitants utilisent un véhicule personnel ou de fonction à quatre roues, 1,8 % les transports en commun, 3 % s'y rendent en deux-roues, à vélo ou à pied et 3,1 % n'ont pas besoin de transport (travail au domicile).

### Activités hors agriculture

#### Secteurs d'activités
308 établissements sont implantés  à Marssac-sur-Tarn au 31 décembre 2019. Le tableau ci-dessous en détaille le nombre par secteur d'activité et compare les ratios avec ceux du département,.
| Secteur d'activité                                                                                        | Commune | Commune | Département |
| Secteur d'activité                                                                                        | Nombre  | %       | %           |
| --- | ------- | ------- | ----------- |
| Ensemble                                                                                                  | 308     | 100 %   | (100 %)     |
| Industrie manufacturière, industries extractives et autres                                                | 33      | 10,7 %  | (13 %)      |
| Construction                                                                                              | 36      | 11,7 %  | (12,5 %)    |
| Commerce de gros et de détail, transports, hébergement et restauration                                    | 69      | 22,4 %  | (26,7 %)    |
| Information et communication                                                                              | 13      | 4,2 %   | (2,1 %)     |
| Activités financières et d'assurance                                                                      | 12      | 3,9 %   | (3,3 %)     |
| Activités immobilières                                                                                    | 17      | 5,5 %   | (4,2 %)     |
| Activités spécialisées, scientifiques et techniques et activités de services administratifs et de soutien | 38      | 12,3 %  | (13,8 %)    |
| Administration publique, enseignement, santé humaine et action sociale                                    | 53      | 17,2 %  | (15,5 %)    |
| Autres activités de services                                                                              | 37      | 12 %    | (9 %)       |

Le secteur du commerce de gros et de détail, des transports, de l'hébergement et de la restauration est prépondérant sur la commune puisqu'il représente 22,4 % du nombre total d'établissements de la commune (69 sur les 308 entreprises implantées  à Marssac-sur-Tarn), contre 26,7 % au niveau départemental.

#### Entreprises et commerces
Les cinq entreprises ayant leur siège social sur le territoire communal qui génèrent le plus de chiffre d'affaires en 2020 sont : 
- Mecanumeric, fabrication d'équipements à commande numérique (25 M€ CA, 140 p.)[44]
- Compobaie Solutions, fabrication d'éléments en béton pour la construction (14 561 k€)
- Midi Pyrenees Distribution, commerce de gros (commerce interentreprises) de produits laitiers, œufs, huiles et matières grasses comestibles (14 405 k€)
- Soprofen Marssac, fabrication de portes et fenêtres en métal (13 455 k€)
- Alkia, réparation d'ordinateurs et d'équipements périphériques (5 595 k€)

Viticulture : gaillac (AOC). Zones d'activités (La Vialette et Pelbousquié), siège social de Compobaie Solutions, entreprise industrielle française dans le secteur du bâtiment. Son activité est fondée sur un procédé de construction nommé «bloc baie 3 en 1» et développé en 1972 par Louis Malié, qui repose sur deux expertises : la préfabrication béton et la fabrication de menuiseries extérieures. Ce procédé constructif qui vient s’intégrer dans la maçonnerie est un ensemble monté en usine composé d’un encadrement béton, d’une menuiserie extérieure et de son système de fermeture. Historiquement présent sur le marché de la maison individuelle, l’entreprise diversifie son activité en 2010 sur le marché du logement résidentiel et conçoit des solutions dédiées à ses contraintes de construction.

### Agriculture
|               | 1988 | 2000 | 2010 | 2020 |
| ------------- | ---- | ---- | ---- | ---- |
| Exploitations | 28   | 16   | 13   | 9    |
| SAU (ha)      | 338  | 197  | 149  | 134  |

La commune est dans la « plaine de l'Albigeois et du Castrais », une petite région agricole occupant le centre du département du Tarn. En 2020, l'orientation technico-économique de l'agriculture  sur la commune est la polyculture et/ou le polyélevage. Neuf exploitations agricoles ayant leur siège dans la commune sont dénombrées lors du recensement agricole de 2020 (28 en 1988). La superficie agricole utilisée est de 134 ha,,.

## Culture locale et patrimoine

### Lieux et monuments

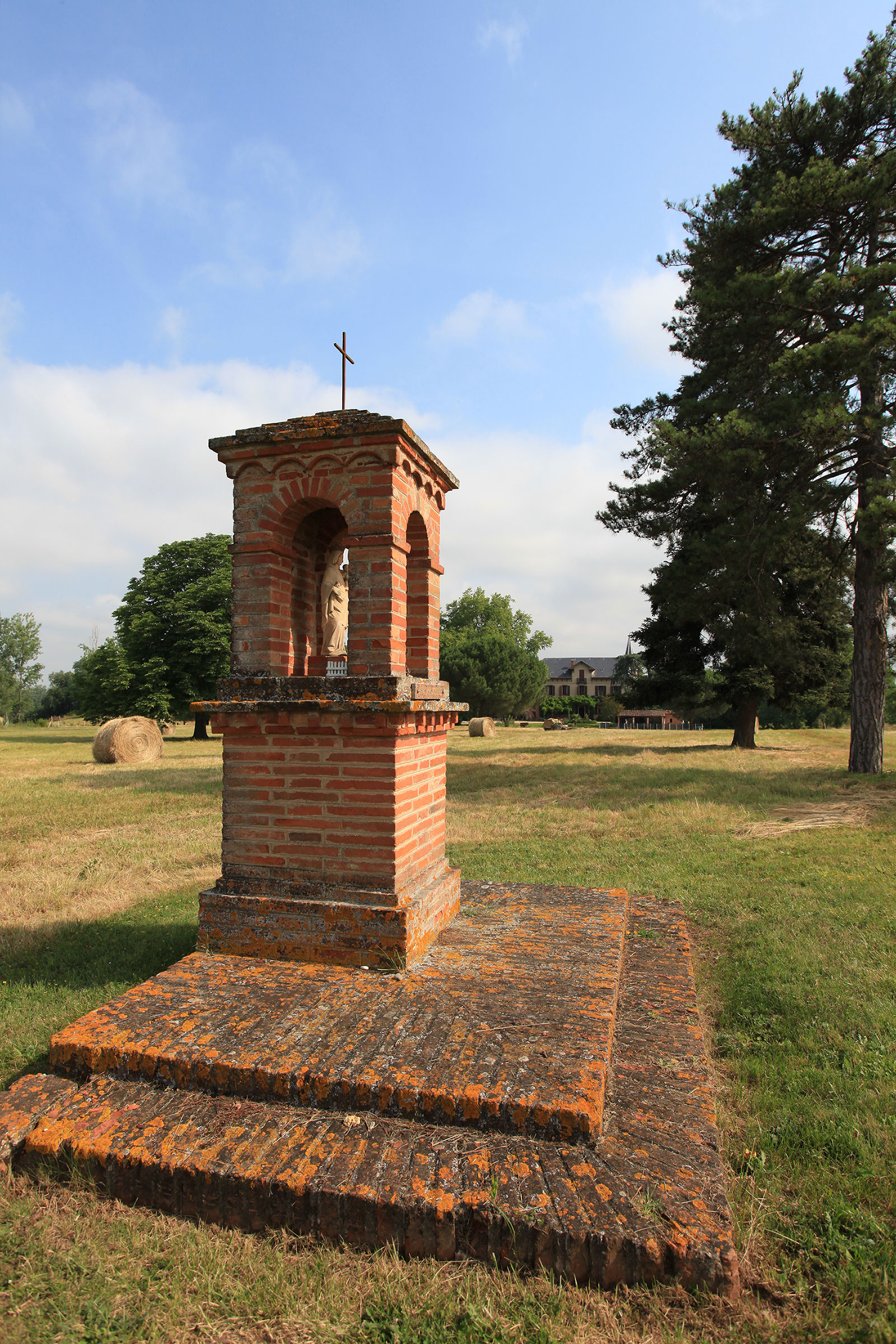
Oratoire de Notre-Dame d'Oliviège.

- Moulin drapier de Marssac-sur-Tarn, ancien moulin drapier inscrit au titre des monuments historiques depuis 1927[50]. Il fut immergé par la mise en service du barrage de Rivières en 1951.
- Villa Lebrun, une des premières maisons construites en béton en France, par l'architecte François-Martin Lebrun pour son frère Jean-Auguste Lebrun, entrepreneur à Marssac, en 1828.
- Domaine du Buc, domaine familial caractéristique du Tarn, qui se singularise par les grands arbres de son vaste parc paysager, ainsi que par ses bâtiments aux allures « fin XIXe ». Le domaine comprend un pigeonnier typique du Tarn.
- Église Saint-Orens de Marssac-sur-Tarn.
- L'Oratoire de Notre-Dame de l'Oliviège, lieu de pèlerinage local qui comprenait autrefois un cimetière, et une chapelle détruite à la Révolution.

### Personnalités liées à la commune
- François-Martin Lebrun.

### Héraldique
| Marssac-sur-Tarn | Son blasonnement est : De gueules au pont de trois arches d'argent, maçonné de sable, sur une rivière d'azur, surmonté d'une croisette cléchée, vidée et pommetée de douze pièces d'or, au chef cousu d'azur chargé de trois fleurs de lys aussi d'or. |